# Lojze Kebe
Lojze Kebe-Štefan, slovenski komunist, prvoborec, partizan, politični komisar in narodni heroj, * 26. junij 1908, Dolenje Jezero, † 20. oktober 1942, Jamnik.

## Življenjepis
Kebe je bil po poklicu ključavničar, zaposlen v tovarni "Tacen".. Pred drugo svetovno vojno je delal v delavskem gibanju, kot predan komunist in boljševik. V KPJ /KPS je bil sprejet  leta 1937. Leta 1941 je bil med organizatorji vstaje pod Šmarno goro in sodeloval pri ustanovitvi Rašiške čete in Kamniškega bataljona. Konec leta 1941 je postal politični komisar pri partizanskem štabu za Gorenjsko, kasneje politični komisar prve grupe odredov. Udeležil se je decembrske vstaje 1941 v Poljanski dolini in dražgoške bitke januarja 1942. Marca 1942 je postal član PK KPS za Gorenjsko. Med napadom na Jamnik pod Jelovico, nedaleč od Dražgoš, je bil smrtno ranjen.